# Torre de la Móra
Torre de la Móra és una torre del municipi de Tarragona declarada Bé Cultural d'Interès Nacional. És damunt un promontori rocós (Punta de la Móra), rodejada per una urbanització i pel càmping.

## Descripció
La construcció és circular, de 4,20 m de diàmetre intern, 1,50 m de gruix de murs i 0,80 m de sortida en talús del sòcol. L'aparell és de maçoneria amb les obertures emmarcades per carreus. La porta d'accés és al nord, sobre el talús, i és de llinda. Està protegida per un matacà existent en la part superior de la torre. Actualment s'hi puja per una escala d'obra en la part exterior de la torre que és d'època moderna.
A l'altura del primer pis hi ha tres troneres quadrades, guaitant el mar pel sud, est i oest. Per l'interior no hi ha accés a la planta baixa, que està reomplerta de terra. Una volta cupuliforme tanca el primer pis en la que hi ha un orifici quadrat de comunicació.
A la part alta es conserva un embigat de fusta, sota la terrassa, en molt mal estat.

## Història
A diferència de la resta de torres de la zona aquesta està molt ben documentada, com que mossèn Sanç Capdevila va localitzar i publicar el contracte de construcció que data de l'any 1562 en el qual se n'especifiquen les característiques tècniques. És possible que en aquest lloc estratègic hi havia hagut abans una construcció de l'època àraba, el que van pretendre alguns historiadors, però no hi ha cap prova positiva d'un edifici anterior en aquest lloc.
El 1561 la batllia de Tamarit va decidir de construir-la com a conseqüència dels actes de pirateria dels moros. Per tant, aquesta torre s'ha de situar en el context de les freqüents incursions de pirates moros que assolaren les costes durant els segles xvi i xvii. Van confiar l'obra al mestre d'obres Janot Miró de Tarragona.
Destaca sobre les altres torres associades a masos, de cronologia similar, pel fet de ser de grans dimensions i d'estar dotada de troneres per a peces artilleres. L'explicació rau en el fet que és una obra del comú de Tamarit i no d'un particular.